# Jacek Rostowski
Jan Anthony Vincent-Rostowski , (tkp. Jacek Rostowski) (London, 1951. április 30. –) lengyel közgazdász, politikus, pénzügyminiszter (2007-2013).

## Élete
Emigráns lengyel szülők gyermekeként született 1951-ben Londonban. A nagy presztízsű London School of Economics közgazdasági egyetemen szerzett diplomát. Rostowski – a rendszerváltás idején – részt vett a Leszek Balcerowicz nevével fémjelzett gazdasági sokkterápia kidolgozásában. A budapesti Közép-európai Egyetem (CEU) professzoraként kerül 2007. november 16-án Donald Tusk kormányába, mint pénzügyminiszter.
Tárcája élén kétszer annyi időt töltött, mint bármelyik elődje a rendszerváltás óta. Minisztersége alatt az EU-ban Lengyelország egyedüliként úszta meg recesszió nélkül a 2008-ban kirobbant válságot. Tusk 2013 novemberi jelentős kormányátalakításakor mennie kellett, helyét átadta a 38 éves közgazdász, Mateusz Szczureknek.